# Theta Pegasi
Pour les articles homonymes, voir Baham.
Désignations
Theta Pegasi (θ Peg / θ Pegasi, Thêta Pegasi), également nommée Biham, est une étoile de la constellation de Pégase.

## Propriétés
Theta Pegasi est de type spectral A2 et a une magnitude apparente de +3,53. Elle est située à environ 67 années-lumière de la Terre.

## Nomenclature et histoire

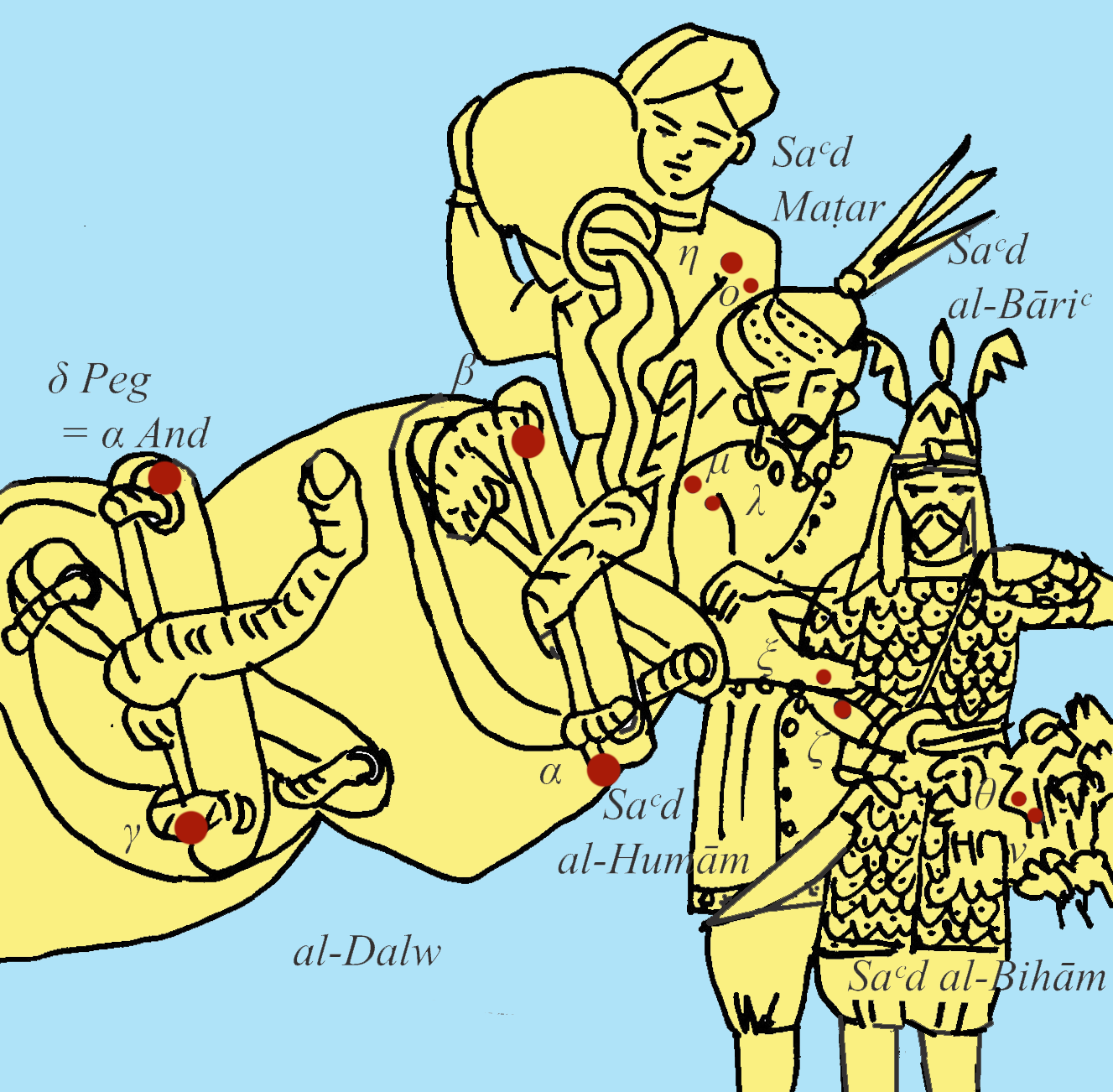
السعود al-Suᶜūd, « les Propices », et الدلو al-Dalw, « le Dalou », les figures correspondant à l'espace de Pégase dans le ciel arabe traditionnel.

θ Pegasi, latinisé Theta Pegasi, est la désignation de Bayer de l'étoile. Elle porte également la désignation de Flamsteed de 26 Pegasi.
Elle porte le nom de Biham, approuvé par l'Union astronomique internationale le 21 août 2016. Il s'agit; au départ, l’arabe  سعد البهائم Saᶜd al-Bihām, « la Propice des Bestiaux », appellation qui entre dans la longue série des Suᶜūd, les « Propices », et affectée au couple θ et ν Peg dans le ciel arabe traditionnel, c’est-à-dire le ciel formé sur la base des manāzil al-qamar ou « stations lunaires »,.
C’est à partir de la transcription ‘Sa’d Baha’ïm‘, donnée par Thomas Hyde (1665) dans sa traduction du زيجِ سلطانی Zīğ-i Sulṭānī ou « Tables sultaniennes » d’Uluġ Bēg (1437), qu'un premier nom a été formé par l’intermédiaire du philologue Friedrich Wilhelm Lach (1796), lequel retranscrit ’sa’d el-bahaïm’: nous lisons ainsi Sa’d el Bahaim pour le couple θ et ν Peg dans l’Uranographia de Johann Elert Bode (1801), noté par Richard Allen (1899). Mais Thomas Hyde (1665) livre aussi, à partir du lexicographe al-Fayrūzabādī (XIVe s.), la transcription ‘Bahâm‘, qui donne le nom Baham pour θ Peg seul, relevé par Richard Allen (1899) dans des catalogues du XIXe siècle, en y ajoutant la transcription ‘Bihām‘. Dès lors, nous trouvons, limité à θ Peg dans les catalogues du XIXe, le nom de Baham et celui de Baham ,, que l’UAI vient de choisir.